# Georg Braun (motociclista)
Georg Braun (Hechingen, 2 de septiembre de 1918, - Hechingen, 4 de abril de 1995) fue un piloto de motociclismo alemán, que compitió en el Campeonato del Mundo de Motociclismo en 1953 y 1954.

## Biografía
Su primera incursión en las carreras en 1939 terminó con la guerra. En 1950, como un "recién llegado" de 32 años, ganó 6 de 8 carreras en las que participó con su DKW. Los motores de este tipo no estaban permitidos a nivel internacional, donde los alemanes podían competir de nuevo a partir de 1951 en adelante. Braun pilotó varias máquinas, como Horex y NSU Sportmax, o una Moto Parilla de 250cc con la que terminó tercero en el Feldbergrennen en las montañas Taunus.
En la temporada 1953, llegó a puntuar en la general de 125cc, conduciendo una Mondial. Su sexto puesto en el Gran Premio de España le dio el único punto que sumó.
Su mejor resultado fue en el Gran Premio de Suiza de 1954 en el Circuito de Bremgarten de Berna. Conduciendo a bordo de NSU acabó segundo por detrás de Rupert Hollaus. Consiguió seis puntos que le valieron la sexta posición final ern la general de 250cc de la temporada 1954.
Ese mismo año, Braun finalizó sexto en la carrera de 350cc Gran Premio de su país en el circuito de Solitudering, con lo que acabaría en la posición 17 de la general con cuatro puntos.
Braun sufrió graves heridas en el TT Isla de Man de 1955. Después de recuperarse, compitió nuevamente en el Gran Premio de su país. Debido a la falta de éxito, la vejez y la disminución de las ventas de motocicletas en Alemania, se retiró para trabajar un taller de reparación de automóviles y una estación de servicio en su ciudad natal de Hechingen hasta su muerte.

## Resultados en el Campeonato del Mundo
Sistema de puntuación desde 1950 hasta 1968:
| Posición | 1.º | 2.º | 3.º | 4.º | 5.º | 6.º |
| Puntos   | 8   | 6   | 4   | 3   | 2   | 1   |

Hasta 1955 se contaban los 5 mejores resultados.

### Carreras por año
(Carreras en cursiva indica vuelta rápida)
| Año  | Cat.  | Moto       | 1     | 2     | 3       | 4       | 5       | 6     | 7       | 8       | 9       | Pts. | Pos. |
| ---- | ----- | ---------- | ----- | ----- | ------- | ------- | ------- | ----- | ------- | ------- | ------- | ---- | ---- |
| 1952 | 250cc | Parilla    | SUI - | IOM - | NED -   |         | GER Ret | ULS - | NAT 13  |         |         | 0    | -    |
| 1953 | 125cc | FB Mondial | IOM - | NED - |         | GER -   |         | ULS - |         | NAT -   | ESP 6   | 1    | 17.º |
| 1953 | 250cc | Horex      | IOM - | NED - | BEL -   | GER -   | FRA -   | ULS - | SUI -   | NAT -   | ESP 8   | 0    | -    |
| 1954 | 250cc | NSU        | FRA - | IOM - | ULS -   |         | NED -   | GER - | SUI 2   | NAT Ret |         | 6    | 6.º  |
| 1954 | 350cc | Horex      | FRA - | IOM - | ULS -   | BEL Ret | NED -   | GER 6 | SUI Ret | NAT -   | ESP 4   | 4    | 18.º |
| 1954 | 500cc | Horex      | FRA - | IOM - | ULS -   | BEL Ret | NED -   | GER - | SUI Ret | NAT Ret | ESP Ret | 0    | -    |
| 1955 | 250cc | NSU        |       |       | IOM Ret | GER Ret |         | NED - | ULS -   | NAT -   |         | 0    | -    |
| 1955 | 500cc | Horex      | ESP - | FRA - | IOM DNS | GER Ret | BEL -   | NED - | ULS -   | NAT -   |         | 0    | -    |